# Systemadministrator
Ein Systemadministrator (von lateinisch administrare „verwalten“; auch Administrator oder (formlos) Admin, Sysadmin, Netzwerkadministrator, Netzwerkverwalter, Netzadministrator, Netzverwalter, Systemmanager, Systemverwalter, Systembetreuer, Systemoperator, Operator oder Sysop (aus „Systemoperator“) genannt) verwaltet Computersysteme auf der Basis umfassender Zugriffsrechte auf das System.
Systemadministratoren planen, installieren, konfigurieren und pflegen die informationstechnische Infrastruktur (IT-Infrastruktur) eines Unternehmens oder anderer Organisationen. Als Operatoren führen sie die zum laufenden Betrieb der Computeranlagen erforderlichen manuellen Tätigkeiten aus.
Die IT-Infrastruktur bestimmt in vielen Unternehmen, Organisationen u. Ä. in einem solchen Maße den Ablauf der Geschäftsprozesse, dass sie ein geschäftskritischer Faktor geworden ist. Aus diesem Grunde kommt dem reibungslosen Funktionieren dieser Infrastruktur ein erhebliches Gewicht zu.
Zu den Strukturen in diesem Sinne zählen neben Servern und Arbeitsplatzrechnern auch die zugrundeliegenden Speichersysteme, Netzwerke und Telekommunikationssysteme.

## Begriffsbestimmung
In diesem Artikel wird der Begriff Systemadministrator als Überbegriff für verschiedene Aufgabenbereiche verwendet. Im engeren Sinne kümmert sich ein Systemadministrator oder Systemverwalter nur um einzelne Rechner – um Server, PCs und deren Nutzung, nicht jedoch um das Netz oder speziellere Anwendungsprogramme (siehe Schwerpunkt Betriebssysteme).
- Häufig wird mit Netzwerkadministrator die Person beschrieben, deren Aufgabe es ist, Netze zu planen und pflegen, sowie Router, Switches und andere Netzkomponenten zu konfigurieren. Bei dieser Definition kümmert sich ein Netzwerkadministrator nicht um die Server oder PCs selbst, sondern nur um die Kommunikationswege zwischen diesen Rechnern (siehe Schwerpunkt: Netze/Infrastruktur).
- Ein Netzwerkadministrator wird auch dadurch definiert, wenn ein Systemadministrator sich nicht nur ausschließlich um einzeln stehende Rechner kümmert, sondern auf einem Server einzelne Dienste für ein Netz bereitstellt. Der Systemadministrator beinhaltet mehrere Gebiete aber hauptsächlich die Wartung von Computern.

## Ausbildung
Es gibt derzeit keine notwendigen, allgemein anerkannten, formalen Ausbildungs- und Prüfungsnachweise, um eine Tätigkeit als Systemadministrator auszuüben. Das benötigte Wissen aus vielen Teilgebieten wird in seiner ganzen Breite und in geeigneter Form an nur sehr wenigen Bildungseinrichtungen gelehrt. Die Mehrheit der Berufstätigen in diesem Gebiet sind zurzeit Quereinsteiger, deren Fähigkeiten und Wissen durch Weiterbildung im täglichen Berufsleben (Erfahrungen) begründet sind. In der Praxis zeigt sich, dass Systemadministratoren insbesondere folgende Ausbildungs- und Studiengänge absolviert haben:
- Betriebsinformatiker (HWK oder IHK)
- Fachinformatiker (IHK)
- Informatikkaufmann/-frau (IHK)
- Informatikstudium an Fachhochschule oder Universität
- Informatiktechniker/in aus staatlichen oder privaten Fachschulen für Technik
- IT-Systemelektroniker (IHK)
- IT-Systemkaufmann/-frau (IHK)
- Technische Assistenz für Informatik
- technisches oder naturwissenschaftlich orientiertes Studium an Fachhochschule oder Universität (Quereinsteiger)

Außerdem bieten die Hersteller netzwerkfähiger Betriebssysteme und Hardware fachspezifische Lehrgänge mit Herstellerzertifikat an (siehe auch Liste von IT-Zertifikaten):
- Apple – Zertifikate ACTC und ACSA, siehe Liste der Apple-Zertifikate
- Cisco Systems – Zertifikate CCNA, CCNP und CCIE, siehe Liste der Cisco-Zertifikate
- Juniper Networks – Zertifikate JNCIA, JNCIS, JNCIP und JNCIE (teilweise abhängig von der Produktlinie), siehe Liste der Juniper-Zertifikate
- Linux Professional Institute – Zertifikat LPIC
- Microsoft – Zertifikate MCSE und MCSA sowie MCTS und MCITP, siehe Liste der Microsoft-Zertifikate
- Novell – Zertifikate CNE und CNA, siehe Liste der Novell-Zertifikate
- Red Hat – Zertifikate RHCT, RHCE, RHCA und RHCSS, siehe Liste der Red-Hat-Zertifikate
- Sun Microsystems – Zertifikate SCSA, SCNA und SCSECA

Darüber hinaus gibt es die Möglichkeit, sich die in der Berufspraxis erworbenen Erfahrungen und Fähigkeiten herstellerunabhängig im Rahmen einer Personalzertifizierung gemäß der internationalen Norm DIN EN ISO/IEC 17024 bestätigen zu lassen. Mit dem Zertifikat wird die Fähigkeit zur Durchführung der typischen Arbeitsprozesse als Administrator nachgewiesen.

## Voraussetzungen

### Methodische Fähigkeiten und soziale Eigenschaften
Der folgende Absatz versucht, die wesentlichen nichtfachlichen Eigenschaften eines Systemadministrators zusammenzustellen. Manche Punkte sind selbstverständlich bzw. auch in anderen Berufszweigen Voraussetzung, andere sind in besonderem Maß für Systemadministratoren charakteristisch.
Wichtig ist ein systematisches und analytisches Arbeiten. Mehrere Aufgaben werden gleichzeitig erledigt, häufig unter Termindruck.
Zudem sollte man eine Fähigkeit zur Teamarbeit besitzen. Des Weiteren sollte eine effektive präzise Kommunikation in mündlicher und schriftlicher Form, möglichst auch in anderen Sprachen, mindestens aber in der in der Organisation verwendeten Sprache und in Englisch geführt werden. Eine weitere wichtige Fähigkeit ist es, sich selbständig Informationen zu beschaffen und bereit zur ständigen Weiterbildung zu sein. Ein guter Systemadministrator sollte zudem Eigeninitiative, Selbständigkeit und Verantwortungsbewusstsein besitzen und bereit sein, Verantwortung zu übernehmen. Außerdem sollte er die Fähigkeit zur Risikoabschätzung des eigenen Handelns haben. Um ein erfolgreiches Ergebnis präsentieren zu können, ist es sehr wichtig, dass er einen ausgeprägten Willen hat, Lösungen für Probleme zu finden, und diese zu testen. Ferner ist es wichtig, dass der Systemadministrator sich auf seine Arbeit in Ruhe, auch unter hohem Termindruck, konzentriert und dass begonnene Arbeiten vollendet werden.
Der Systemadministrator muss ein betriebswirtschaftliches Verständnis und Fähigkeiten besitzen, die Technik unter Berücksichtigung von Kosten bewerten zu können. Außerdem sollte er Aufgaben im Sinne der Organisation priorisieren können. Ziel eines Systemadministrators sollte ein effizienter Betrieb nach dem KISS-Prinzip sein. Das Ergebnis sollten eine Minimierung des Zeitaufwandes und stabile, pflegbare Systeme sein. Angesichts der Tatsache, dass operative IT-Systeme, wenn überhaupt, nur am Wochenende zur Wartung und Pflege offline genommen werden können, ist eine genaue Planung der Umsetzungsstruktur neuer Systeme, des Patch-Managements, Umzugs oder Instandhaltung der Systeme maßgebend. Nicht unwesentlich dabei ist die Berücksichtigung des Betriebsumfeldes; beispielsweise Firmen, deren Systeme vorwiegend an den Arbeitswochentagen funktionieren im Gegensatz zu kritischen Systemen, beispielsweise in Kliniken, die ihre Daten dauerhaft und über große Zeiträume hinweg aufrechterhalten müssen und wo ein Ausfall beispielsweise lebenskritisch sein kann.

### Fachliche Fertigkeiten
Von einem Systemadministrator wird ein grundlegendes Verständnis oder die Beherrschung von allgemeinen Konzepten im IT-Umfeld erwartet. Dazu zählen unter anderem:
- relevante Konzepte der zu administrierenden Betriebssysteme (Prozesse, Speicher, Eingabe/Ausgabe, Dateisysteme …)
- Microsoft Windows Server 2008, Microsoft Windows Server 2012
- Unix/Linux Server
- Basisdienste von Betriebssystemen (E-Mail, Druckdienste, Benutzerverwaltung …)
- Authentifizierungsmethoden, Sicherheitskonzepte
- Diagnose und Behebung von Hardwarefehlern
- Netz-Infrastruktur
- Netzprotokolle und Netzbasisdienste (Internetprotokollfamilie und andere)
- Anwendungsarchitekturen (Client-Server, 2/3/Multi-tier, Peer-to-Peer …)
- Verzeichnisdienste und Middleware
- Skriptprogrammierung zu administrativen Zwecken
- PHP
- MySQL
- Programmiersprachen (Perl, Java …)
- grundlegende Abläufe in Rechenzentren (Backup, Change Management, Service Levels …)
- Apache HTTP Server
- Speicher-Infrastruktur (Virtualisierung, SAN, NAS …)
- Diskretion, Integrität und Loyalität

Ein Systemadministrator sollte in der Lage sein, Systeme auf Basis dieser Konzepte gegebenenfalls auf verschiedenen Plattformen mit den jeweils geeigneten Werkzeugen zu administrieren.

## Tätigkeitsfeld
Das Tätigkeitsfeld eines Systemadministrators beinhaltet z. B.:
- Verwaltung von Servern und Arbeitsplatzrechnern
- Anpassen, Messen und Einstellen von Serversystemen
- Betreuung und Beratung der Operateure bzw. fortgeschrittener Nutzer, Unterstützung, enge Zusammenarbeit mit der Rechenzentrumsleitung, IT-Geschäftsführung (den Einsatz von Informationstechnik betreffend)
- Verwaltung von Benutzerrechten
- Administration von Speichersystemen, Datensicherung und Datenwiederherstellung
- Hard- und Softwarepflege
- Netzüberwachung und -planung
- Softwareverteilung

Nicht jeder Administrator benötigt Kenntnisse aus jedem Teilgebiet der informationstechnischen Infrastruktur.
Je nach Größe der Organisation und Komplexität der IT-Strukturen gibt es Spezialisierungen mit verschiedenen Schwerpunkten. Viele Systemadministratoren zählen mehrere dieser Schwerpunkte zu ihren Aufgaben.

### Schwerpunkt Betriebssysteme
Ein Systemadministrator mit dem Schwerpunkt Betriebssysteme kümmert sich vorwiegend um die Administration und Installation von Arbeitsplatz- und Serversystemen, vor allem mittels des unbeaufsichtigten Modus.
Aufgaben sind unter anderem Benutzerbetreuung und Benutzerverwaltung, Management, Erweiterung und Erneuerung von Hard- und Software, Backup und Recovery, Integration von Systemen ins Netz, Leistungsmessung und Anpassung je nach Einsatzzweck.

### Schwerpunkt Speichersysteme
Ein Systemadministrator mit dem Schwerpunkt Speichersysteme (auch: Storage) befasst sich mit der Konfiguration und Administration der zentralen Speicherinfrastruktur (zum Beispiel Storage Area Network). Speicherplatz wird in zentralen Pools verwaltet, Zugriffsrechte müssen gesteuert werden. Eine wichtige Aufgabe ist die Konfiguration und das Management von zentralen Backuplösungen.

### Schwerpunkt: (Relationale) Datenbanken
Ein Systemadministrator mit dem Schwerpunkt Datenbanken (Datenbankadministrator oder kurz DBA) kümmert sich um die Installation, die Verwaltung und die Abstimmung von relationalen Datenbanken. Auch Backup und Recovery der Datenbanken gehören zum Aufgabengebiet.

### Schwerpunkt: Webserver/Mailsysteme
Systemadministratoren mit dem Schwerpunkt Webserver und/oder Mailsysteme konfigurieren und administrieren Mail- und Groupwaresysteme und Webserver.

### Schwerpunkt: Netze/Infrastruktur
Systemadministratoren mit dem Schwerpunkt Netze/Infrastruktur befassen sich mit der Netzstruktur: Planung und Aufbau der physikalischen Struktur, Überwachung und Konfiguration der Netzwerkkomponenten, Planung und Administration von Infrastrukturservern und Verzeichnisdiensten (zum Beispiel DNS, DHCP, LDAP), Planung und Administration von unternehmensweiten Druckdiensten.

## Hilfsmittel (Tools)
Der Systemadministrator kann auf zahlreiche Administrationsprogramme und andere Tools, wie Sniffer, zurückgreifen, die seine Arbeit erleichtern.